# Усик, Моисей Тимофеевич
Моисей Тимофеевич Усик (20 декабря 1899, Померки, Харьковская губерния — 8 января 1944, Житомирская область) — снайпер 574-го стрелкового полка 121-й Рыльской стрелковой дивизии 60-й армии Центрального фронта, младший сержант. Герой Советского Союза.

## Биография
Родился 20 декабря 1899 года на хуторе Померки (ныне Лебединского района Сумской области). Украинец. Окончил начальную школу. В период коллективизации принимал активное участие в создании колхоза в родном селе. До войны работал председателем колхоза.
В Красной Армии с июля 1941 года. С этого же времени на фронте. В 1942 году окончил курсы снайперов. Воевал на Воронежском, Центральном и 1-м Украинском фронтах. Был ранен. В оборонительных боях лета 1942 года попал в окружение и считался пропавшим без вести (тогда он воевал в 985-м стрелковом полку 226-й стрелковой дивизии), но сумел выйти к своим. Член ВКП(б) с 1943 года.
Снайпер 574-го стрелкового полка младший сержант М. Т. Усик к октябрю 1943 года уничтожил 300 солдат и офицеров противника. Только в ходе наступательных боёв Курской битвы и битвы за Днепр он истребил 75 немецких солдат. По его инициативе в полку была создана внештатная снайперская команда, в которой он подготовил 70 снайперов, на боевом счету которых до 1000 уничтоженных противников.
Указом Президиума Верховного Совета СССР от 17 октября 1943 года за образцовое выполнение боевых заданий командования и проявленные при этом мужество и героизм младшему сержанту Усику Моисею Тимофеевичу присвоено звание Героя Советского Союза.
Погиб 8 января 1944 года. Похоронен в селе Липно Любарского района (Житомирская область). На окраине села Герою установлен обелиск.
Награждён орденами Ленина (17.10.1943), Красного Знамени (13.10.1943), медалью «За отвагу» (4.12.1942).
Имя М. Т. Усика выбито на мемориале погибшим землякам в городе Лебедин. Именем Героя названа улица в селе Василевка Лебединского района.